# 庫勒潘鰍
庫勒潘鰍為輻鰭魚綱鯉形目鰍科的其中一種。水族館或水族貿易市場上經常俗稱為「蛇魚」的物種之一，經常與半帶潘鰍（Pangio semicincta）和邁爾潘鰍（Pangio myersi）之間混淆，由於此原因也導致物種分布地的認知混淆，真正的庫勒潘鰍在中南半島和馬來半島並沒有分布，所以如果是來自泰國和馬來西亞的野生紀錄都並不是真正的庫勒潘鰍，估計是半帶潘鰍和邁爾潘鰍兩種的。

## 分布
本種僅分布於亞洲印尼蘇門答臘、爪哇的溪流中，為印尼特有種。

## 特徵
本魚體細長，體呈金色，腹面呈粉紅色。深褐黑色條紋縱向貫穿魚體，但非環繞。眼細小並隱藏在一道條紋當中，黃色細紋將多數深黑褐色條紋分割開來。在特定光線條件下，可以看到脊骨和內臟器官，脊椎骨47至51枚。體長可達12公分。

## 生態
本魚棲息在泥底質的水域，性情溫和，屬雜食性。

## 經濟利用
可做為觀賞魚。